# Évreux
Évreux je mesto in občina v severozahodni francoski regiji Zgornji Normandiji, prefektura departmaja Eure. Leta 2008 je mesto imelo 50.777 prebivalcev.

## Geografija
Mesto leži v pokrajini Normandiji ob reki Iton.

## Uprava
Évreux je sedež štirih kantonov:
- Kanton Évreux-Jug (del občine Évreux, občine Angerville-la-Campagne, Les Baux-Sainte-Croix, Guichainville, Le Plessis-Grohan, Saint-Luc, Les Ventes: 21.424 prebivalcev),
- Kanton Évreux-Sever (del občine Évreux, občine Aviron, Bacquepuis, Bernienville, Le Boulay-Morin, Brosville, La Chapelle-du-Bois-des-Faulx, Dardez, Émalleville, Gauville-la-Campagne, Graveron-Sémerville, Gravigny, Irreville, Le Mesnil-Fuguet, Normanville, Parville, Quittebeuf, Reuilly, Sacquenville, Sainte-Colombe-la-Commanderie, Saint-Germain-des-Angles, Saint-Martin-la-Campagne, Le Tilleul-Lambert, Tournedos-Bois-Hubert, Tourneville: 25.014 prebivalcev),
- Kanton Évreux-Vzhod (del občine Évreux, občine Fauville, Fontaine-sous-Jouy, Gauciel, Huest, Jouy-sur-Eure, Miserey, Saint-Vigor, Sassey, La Trinité, Le Val-David, Le Vieil-Évreux: 20.045 prebivalcev),
- Kanton Évreux-Zahod (del občine Évreux, občine Arnières-sur-Iton, Aulnay-sur-Iton, Caugé, Claville, Saint-Sébastien-de-Morsent: 18.123 prebivalcev).

Mesto je prav tako sedež okrožja, v katerega so poleg njegovih vključeni še kantoni Breteuil-sur-Iton, Conches-en-Ouche, Damville, Neubourg, Nonancourt, Pacy-sur-Eure, Rugles, Saint-André-de-l'Eure, Verneuil-sur-Avre in Vernon-Jug/Sever.

## Zgodovina
V pozni antiki se je naselbina imenovala po galskem plemenu Aulercov - Mediolanum Aulercorum, tedaj manjši regionalni center rimske province Galije Lugdunensis. Sedanje ime prav tako izvira od galskega plemena Eburovices.
Prva poznana družina lokalnih grofov izhaja iz rodu normanskega vojvoda Riharda I. in njegovega sina Roberta II., Rouenskega nadškofa, po moški liniji izumrla z grofom Viljemom v letu 1118. Grofija je prešla na rodbino de Montfort, od leta 1298 pa je bila v lasti Ludvika Francoskega iz dinastije Kapetingov. Pod njim je bila povzdignjena na raven peer (1317). Njegov sin Filip d'Évreux je postal kralj Navare. V letu 1404 je grofija skupaj s pokrajinami Šampanjo in Brie pripadla francoskemu kralju Karlu VI.
Mesto je dokončno pripadlo Franciji ob izumrtju rodbine La Tour d'Auvergne leta 1802. Med drugo svetovno vojno je bil močno poškodovan, večina mestnega središča pa je bilo obnovljenega. Bližnjo letalsko bazo Évreux-Fauville je do leta 1967 uporabljalo ameriško Vojno Letalstvo, za njim pa Francoske zračne sile.

## Zanimivosti
- Katedrala Notre-Dame d'Évreux, ena največjih in najsijajnejših v Franciji,
- cerkev sv. Tavrina, prvega škofa Évreuxa,
- urni stolp - beffroi ((Tour de l’Horloge),
- V Vieil Évreuxu ("stari Évreux"), antičnemu Gisacumu, jugovzhodno od mesta Évreuxa, so našli ostanke rimskega gledališča, palače, kopališč in akvedukta, kot tudi različne relikvije, ki jih daneh hrani muzej v Évreuxu.

## Osebnosti
- Louis Marie Turreau, francoski general (1756-1816),
- François Buzot, politik (1760-1794).

## Pobratena mesta
- Djougou (Benin),
- Rugby (Anglija, Združeno kraljestvo),
- Rüsselsheim (Hessen, Nemčija),
- Sueca (Valencia, Španija).